# Taku Harada
Taku Harada (jap. 原田 拓 Harada Taku; ur. 27 października 1982) – japoński piłkarz występujący na pozycji pomocnika.

## Kariera klubowa
Od 2001 do 2014 roku występował w klubach Nagoya Grampus Eight, Oita Trinita, Kawasaki Frontale i Roasso Kumamoto.